# Dioclea paniculata
Dioclea paniculata är en ärtväxtart som beskrevs av R.H.Maxwell. Dioclea paniculata ingår i släktet Dioclea och familjen ärtväxter. Inga underarter finns listade i Catalogue of Life.